# Ozero Svernisjtje
Ozero Svernisjtje (ryska: Озеро Свернище) är en sjö i Belarus.   Den ligger i voblasten Minsks voblast, i den nordvästra delen av landet, 130 km nordväst om huvudstaden Minsk. Ozero Svernisjtje ligger 147 meter över havet. Arean är 0,28 kvadratkilometer. Den sträcker sig 0,7 kilometer i nord-sydlig riktning, och 0,6 kilometer i öst-västlig riktning.
Omgivningarna runt Ozero Svernisjtje är en mosaik av jordbruksmark och naturlig växtlighet. Runt Ozero Svernisjtje är det glesbefolkat, med 19 invånare per kvadratkilometer.